# Peter LeBlanc
Peter LeBlanc, född den 3 februari 1988 i Hamilton, Ontario, är en kanadensisk professionell ishockeyspelare som spelar för HPK i FM-ligan.
LeBlanc draftades av Chicago Blackhawks som 186:e spelare totalt i NHL Entry Draft 2006, och blev sedan tilldelad Blackhawks AHL-samarbetspartner Rockford IceHogs. Den 31 januari 2013 trejdade Blackhawks LeBlanc till Washington Capitals i utbyte mot Matt Beaudoin. I juli 2013 förlängde LeBlanc vistelsen i Capitals organisation med ett ettårigt tvåvägskontrakt.
Den 12 juni 2014 undertecknade LeBlanc ett ettårskontrakt med Rögle BK i Hockeyallsvenskan.

## Priser och utmärkelser
- OPJHL Rookie of the Year (2005)[5][6]
- All-Northeast Regional Team (2009)[7]

## Spelarstatistik
| 2003–04    | Hamilton Red Wings    | OPJHL      | 1   | 0  | 0  | 0   | 0  | — | — | — | — | — |
| 2004–05    | Hamilton Red Wings    | OPJHL      | 49  | 14 | 22 | 36  | 23 | — | — | — | — | — |
| 2005–06    | Hamilton Red Wings    | OPJHL      | 21  | 10 | 12 | 22  | 25 | — | — | — | — | — |
| 2006–07    | Uni. of New Hampshire | HE         | 39  | 1  | 4  | 5   | 4  | — | — | — | — | — |
| 2007–08    | Uni. of New Hampshire | HE         | 37  | 5  | 10 | 15  | 37 | — | — | — | — | — |
| 2008–09    | Uni. of New Hampshire | HE         | 38  | 14 | 16 | 30  | 8  | — | — | — | — | — |
| 2009–10    | Uni. of New Hampshire | HE         | 39  | 14 | 21 | 35  | 24 | — | — | — | — | — |
| 2010–11    | Rockford IceHogs      | AHL        | 57  | 12 | 18 | 30  | 12 | — | — | — | — | — |
| 2010–11    | Toledo Walleye        | ECHL       | 22  | 8  | 14 | 22  | 6  | — | — | — | — | — |
| 2011–12    | Rockford IceHogs      | AHL        | 72  | 24 | 20 | 44  | 14 | — | — | — | — | — |
| 2012–13    | Rockford IceHogs      | AHL        | 34  | 4  | 8  | 12  | 15 | — | — | — | — | — |
| 2012–13    | Hershey Bears         | AHL        | 33  | 8  | 10 | 18  | 4  | 5 | 0 | 8 | 8 | 0 |
| 2013–14    | Hershey Bears         | AHL        | 65  | 12 | 16 | 28  | 16 | — | — | — | — | — |
| 2013–14    | Washington Capitals   | NHL        | 1   | 0  | 0  | 0   | 0  | — | — | — | — | — |
| 2014–15    | Rögle BK              | HA         | 50  | 6  | 12 | 18  | 16 | 9 | 4 | 1 | 5 | 2 |
| AHL totalt | AHL totalt            | AHL totalt | 261 | 60 | 72 | 132 | 61 | 5 | 0 | 8 | 8 | 0 |